# 소가촌 (시즈오카현)
소가촌(일본어: 曽我村)은 일본 시즈오카현 사야군·오가사군에 설치되었던 촌이다. 현재의 가케가와시에 해당한다.

## 역사
- 1889년 4월 1일 - 정촌제 시행에 의해 사야군 소가촌이 성립하였다.
- 1896년 4월 1일 - 군 개편에 의해 오가사군으로 변경되었다.
- 1954년 3월 31일 - 가케가와정에 편입해, 동일 소가촌은 폐지되었다.

## 교통

### 철도
일본국유철도 도카이도 본선, 후타마타선(현 텐류하마나코 철도 텐류하마나코선 )이 지나갔지만 역은 존재하지 않았다.

### 도로
- 국도 제1호선

## 참고 문헌
- 가도카와 일본 지명 대사전 22 静岡県